# Minoru Kizawa
| Entdeckte Asteroiden: 14                                                                       | Entdeckte Asteroiden: 14 | Entdeckte Asteroiden: 14 |
| ---------------------------------------------------------------------------------------------- | ------------------------ | ------------------------ |
| Nummer und Name                                                                                | Entdeckungsdatum         |                          |
| (4094) Aoshima1                                                                                | 26. August 1987          |                          |
| (4507) Petercollins2                                                                           | 19. März 1990            |                          |
| (5292) Mackwell2                                                                               | 12. Januar 1991          |                          |
| (5513) Yukio1,3                                                                                | 27. November 1988        |                          |
| (5741) Akanemaruta1,3                                                                          | 2. Dezember 1989         |                          |
| (5821) Yukiomaeda1,3                                                                           | 4. November 1989         |                          |
| (6178) 1986 DA                                                                                 | 16. Februar 1986         |                          |
| (6393) 1990 HM12                                                                               | 29. April 1990           |                          |
| (6785) 1990 VA72                                                                               | 12. November 1990        |                          |
| (7338) 1990 VJ32                                                                               | 12. November 1990        |                          |
| (7574) 1989 WO11,3                                                                             | 20. November 1989        |                          |
| (9765) 1991 XZ2                                                                                | 14. Dezember 1991        |                          |
| (17464) 1990 VX12                                                                              | 11. November 1990        |                          |
| (19171) 1991 FS2                                                                               | 17. März 1991            |                          |
| [1] zusammen mit Watari Kakei [2] zusammen mit Hitoshi Shiozawa [3] zusammen mit Takeshi Urata |                          |                          |

Minoru Kizawa (jap. 鬼沢稔, Kizawa Minoru; * 1947) ist ein japanischer Astronom.
Kizawa ist der Entdecker oder Mitentdecker von derzeit 16 Asteroiden. Die meisten seiner Entdeckungen machte er zusammen mit Takeshi Urata und Watari Kakei am Nihondaira-Observatorium.